# Pseudoxyrhophiinae
Pseudoxyrhophiinae là một phân họ rắn thuộc họ Pseudoxyrhophiidae, được tìm thấy chủ yếu ở Madagascar.

## Phân loại
Phân họ này có khoảng 19 chil
- - Alluaudina Mocquard, 1894
  - Brygophis Domergue & Bour, 1989
  - Compsophis Mocquard, 1894
  - Dromicodryas Boulenger, 1893
  - Elapotinus Jan, 1862
  - Heteroliodon Boettger, 1913
  - Ithycyphus Günther, 1873
  - Langaha Bonnaterre, 1790
  - Leioheterodon Boulenger, 1893
  - Liophidium Boulenger, 1896
  - Liopholidophis Mocquard, 1904
  - Lycodryas Günther, 1879
  - Madagascarophis Mertens, 1952
  - Micropisthodon Mocquard, 1894
  - Pararhadinaea Boettger, 1898
  - Parastenophis Domergue, 1995
  - Phisalixella Domergue, 1995
  - Pseudoxyrhopus Günther, 1881
  - Thamnosophis Jan, 1863